# Limiar do caos
O limiar do caos é um espaço de transição entre a ordem e a desordem, que é hipotetizada em existir entre uma grande variedade de sistemas. Esta zona de transição é uma região de instabilidade limitada que gera uma constante interação dinâmica entre a ordem e a desordem.
Ela se refere a uma área variável λ (lambda), descoberta durante a análise do comportamento de um autômato celular (AC). Nas ciências de modo geral, a expressão acaba por servir como metáfora para o modo como alguns sistemas físicos, biológicos, econômicos e sociais oscilam entre a ordem e a desordem ou caos.

## História
A frase edge of chaos (limiar do caos) foi cunhada no final da década de 1980 pelo físico da teoria do caos Norman Packard. Na década seguinte, Packard e o matemático Doyne Farmer foram co-autores de muitos artigos sobre a compreensão de como a auto-organização e a ordem surgem no limite do caos.
Um dos catalisadores originais que levou à ideia do limiar do caos foram as experiências com autômatos celulares feitas pelo cientista da computação Christopher Langton, onde foi descoberto um fenômeno de transição.